# Дрефеак
Дрефеак (фр. Drefféac) насеље је и општина у западној Француској у региону Лоара, у департману Атлантска Лоара која припада префектури Сен Назер.
По подацима из 2011. године у општини је живело 1937 становника, а густина насељености је износила 136,79 становника/km². Општина се простире на површини од 14,16 km². Налази се на средњој надморској висини од 65 метара (максималној 33 m, а минималној 0 m).

## Демографија
| 1962. | 1968. | 1975. | 1982. | 1990. | 1999. | 2011. |
| ----- | ----- | ----- | ----- | ----- | ----- | ----- |
| 851   | 859   | 803   | 1.145 | 1.296 | 1.322 | 1.937 |

График промене броја становника у току последњих година